# Карагузіно
Карагу́зіно (рос. Карагузино) — село у складі Сарактаського району Оренбурзької області, Росія.

## Населення
Населення — 319 осіб (2010; 340 у 2002).
Національний склад (станом на 2002 рік):
- татари — 86 %